# Вальц, Евгений Виллиевич
Евге́ний Ви́ллиевич Ва́льц (род. 12 ноября 1981, Душанбе, Таджикская ССР, СССР) — российский актёр театра и кино, певец, ведущий артист Московского театра мюзикла, исполнитель главной роли в рок-опере «Иисус Христос — суперзвезда» Театра им. Моссовета, актёр озвучивания.

## Биография

### Ранние годы
Родился 12 ноября 1981 года в городе Душанбе (Таджикистан). С 1990 года живёт в Москве.
Старший брат Андрей Вальц (род. 19 мая 1978) в 2003 году окончил актёрский факультет ВГИКа (мастерская А. Баталова), с 2012 года работает в Московском театре мюзикла.
Поступив после школы на филологический факультет Московского педагогического государственного университета им. Ленина, проучился там 3 года (с 1998 по 2001 годы).
В 2001 году поступил на актёрский факультет ВГИКа (мастерская В. А. Грамматикова) и в 2005 году окончил его с красным дипломом.

### Карьера
С 2005 по 2007 годы работал в Театре «Модернъ».
С 2007 по 2009 годы артист Театра им. Станиславского.
С января 2007 года по настоящее время исполняет главную роль в спектакле «Иисус Христос — суперзвезда» Театра им. Моссовета, участвует в других спектаклях текущего репертуара театра.
C 2011 года принимает участие в спектаклях Театра музыки и поэзии п/р Елены Камбуровой.
С 2012 года является ведущим артистом Московского театра мюзикла, занят в большинстве спектаклей текущего репертуара театра, в том числе в спектаклях «Всё о Золушке» и «Преступление и наказание», каждый из которых был выдвинут на 6 номинаций Национальной театральной премии «Золотая маска» (в 2016 и 2017 годах, соответственно).
С декабря 2018 года исполняет роль старца Зосимы в рок-опере «КарамазоВы» (авторский проект Александра Рагулина).
В 2003 году дебютировал в кино и сыграл более 25 ролей.
Озвучивает кино- и телефильмы, мультфильмы, сериалы и мультсериалы, на его счету озвучивание более 130 иностранных фильмов и мультфильмов.
Выступал в качестве солиста в составе вокальной акапелльной группы «Cool & Jazzy».
С 2013 года является постоянным участником передачи «Романтика романса» на телеканале «Культура», снялся в 16 выпусках программы.
Принимает участие в передаче «Приют комедиантов» на Телеканале ТВ Центр .
Участвует в различных театрально-концертных мероприятиях на таких площадках как Концертный зал имени П. И. Чайковского, Большой зал Московской консерватории, Московский международный Дом музыки, концертный зал «Зарядье», Крокус Сити холл, Московский государственный театр эстрады, Зал Церковных Соборов Храма Христа Спасителя.
Принимает участие в концертных программах Российского государственного симфонического оркестра кинематографии (художественный руководитель и главный дирижёр С.Скрипка).
Начиная с апреля 2017 года выступает с сольными концертами.
18 февраля 2019 года представил свою сольную программу на сцене Московского театра мюзикла в рамках цикла творческих вечеров «Михаил Швыдкой приглашает»
.
В мае — июне 2019 года в рамках проекта Россотрудничества принял участие в зарубежном концертном туре «Мы помним», посвящённом 74 годовщине Великой Отечественной войны (вместе с актрисой Московского театра мюзикла Еленой Моисеевой), и выступил с концертами в Душанбе, Будапеште, Бухаресте, Праге, Нур-Султане и Ташкенте.

## Отзывы
Поклонники Евгения Вальца ценят его в первую очередь за особенное внимание к слову. Большой драматический талант артиста наравне с его музыкальностью и узнаваемым тембром каждую исполненную им песню превращают в маленький спектакль.pravda.ru

## Работы

### Театр
Актерская мастерская п/р Алексея Баталова
- 2002 — 2004 — «Ханума» — Кинто

Театр «Модернъ»
- 2005 — 2007 — «Старый дом», режиссер: С. Врагова
- 2005 — 2007 — «Катерина Ивановна», режиссер: С. Врагова
- 2005 — 2007 — «Петля», режиссеры: С. Врагова, Р. Ибрагимбеков — Офицер

Театр им. Станиславского
- 2007 — 2009 — «Мученики любви», режиссер: Т.Ахрамкова — Руслан

Театр им. Моссовета
- С 2007 — «Иисус Христос — Суперзвезда», режиссер: П. Хомский — Иисус из Назарета
- 2007 — 2016 — «Шиворот-навыворот», художественный руководитель постановки: П. Хомский, режиссер: В. Богачев, — Иван
- 2011 — 2019 — «Casting/Кастинг», режиссер: Ю. Еремин — Тимур Шмелев

Продюсерский центр Europe-Theatre
- 2010 — «Шар братьев М», режиссер: Е. Оленина— Этьен Монгольфье

Театр музыки и поэзии п/р Елены Камбуровой
- 2011 — 2019 — «Снился мне сад…», режиссер: О. Анохина — Пётр Волович
- С 2016 — «Нелепо, смешно, безрассудно» (Ким-концерт), режиссер: И. Поповски
- С 2018 — «Луна над Алабамой», режиссер: А. Марченко
- С 2018 — «Капли датского короля» (посвящение Б. Окуджаве), режиссер: И. Поповски

Московский театр мюзикла
- 2012 — 2015— «Растратчики», режиссёр: М. Швыдкая — Середа
- 2013 — 2016 — «Времена не выбирают», режиссёр: Д. Белов — Василий
- С 2013 — «Жизнь прекрасна», режиссёр: М. Швыдкая, с 2018 — обновленная версия спектакля
- С 2014 — «Всё о Золушке», режиссёр: О. Глушков —  Лесничий
- С 2016 — «Преступление и наказание», режиссёр: А. Кончаловский — Свидригайлов[22][23].
- С 2017 — «Принцесса цирка», режиссёры: Себастьян Солдевилья (Канада), М. Швыдкая — барон Гастон де Клермон[24][25][26].
- C 2017 — «Чудеса и куралесы», режиссёр: М. Швыдкая— Шляпник
- С 2020 — «ПраймTайм», режиссёры: Себастьян Солдевилья (Канада), М. Швыдкая — Музыкальный руководитель Сергей

Авторский проект Александра Рагулина
- С 2018 — «КарамазоВы», режиссёр: А. Рагулин — Старец Зосима
- С 2021 — «Графиня де Ля Фер», режиссёр: А. Рагулин — Король Людовик

### Фильмография
- 2003 — «Ждать» (короткометражный фильм)
- 2003 — «Лучший город земли» — эпизод
- 2003 — «Терроризм» (документальный фильм)
- 2005 — «Не забывай» (мини-сериал) — немецкий солдат (эпизод)
- 2005 — «Горыныч и Виктория» (сериал) — эпизод
- 2006 — «Люба, дети и завод…» (сериал) — студент
- 2006 — «Угон» (сериал) — милиционер (эпизод)
- 2006 — «Кулагин и партнёры» (сериал) — Рома
- 2006 — «А зори здесь тихие…» (китайско-российский сериал) — немецкий солдат, эпизод
- 2007 — «Сваха» (сериал) — Николай
- 2007 — «Безмолвный свидетель» (сериал) — Евгений
- 2007 — «Эксперты» (сериал) — Олег Ширяев
- 2007 — «Багровый цвет снегопада» (сериал) — юнкер (эпизод)
- 2008 — «Пять шагов по облакам» (мини-сериал) — Ладейников
- 2009 — «Иван Грозный» (сериал) — Никита Захарьин
- 2009 — «Генеральская внучка» (сериал) — Кирилл Мальцев
- 2009 — «Господа Головлёвы» (телефильм) — Петенька
- 2009 — «Плен страсти» (мини-сериал) — Роберт Локкарт
- 2009 — «Лесник» (сериал) — Антон Колымагин
- 2010 — «Всё к лучшему»  (сериал) — Андрис
- 2012 — «Кастинг» (телеверсия спектакля Театра им. Моссовета) — Тимур Шмелёв
- 2014 — «Дорога без конца» (телефильм) — Сергей
- 2014 — «Сердце звезды» (сериал) — редактор
- 2015 — «Осколки хрустальной туфельки» (телефильм) — Павел
- 2018 — «Ты меня слышишь?» (мини-сериал) — Евгений
- 2019 — «Небо измеряется МИлями» (сериал) — Леонтий Миль
- 2020 — «Старые кадры» — Станислав Левандовский
- 2022 — «Детектор» — Мурзавицкий

### Озвучивание и дубляж[27]
Фильмы
Джош Хатчерсон
- «Голодные игры» — Пит Мелларк (2012)
- «Неуловимые» — Роберт Китнер (2012)
- «Голодные игры: И вспыхнет пламя» — Пит Мелларк (2013)
- «Голодные игры: Сойка-пересмешница. Часть I» — Пит Мелларк (2014)

Зак Эфрон
- «Старый Новый год» — Пол (2011)
- «Счастливчик» — Логан Тибо (2012)
- «Парклэнд» — доктор Чарльз Джеймс Каррико (2013)
- «128 ударов сердца в минуту» — Коул (2015)

Джеймс Макэвой
- «Люди Икс: Первый класс» — Чарльз Ксавьер (2011)
- «Люди Икс: Дни минувшего будущего» — Чарльз Ксавьер (2014)
- «Люди Икс: Апокалипсис» — Чарльз Ксавьер (2016)
- «Взрывная блондинка» — Дэвид Персиваль (2017)

Шайло Фернандес
- «Красная Шапочка» — Питер (2011)
- «Зловещие мертвецы: Черная книга» — Дэвид (2013)

Николас Холт
- «Джек — покоритель великанов» — Джек (2013)
- «Равные» — Сайлас (2015)

Другие фильмы
- «Один дома 2: Потерявшийся в Нью-Йорке» — Марв Мерчантс (Дэниел Стерн) (1992)
- «Храброе сердце» — Филипп (Стивен Биллингтон) (1995)
- «Ромео + Джульетта» — Тибальт (Джон Легуизамо), Дэйв Пэрис (Пол Радд) (1996)
- «Человек в железной маске» — Филипп / Людовик XIV (Леонардо Ди Каприо) (1998)
- «Тонкая красная линия» — рядовой Уитт (Джеймс Кэвизел) (1998)
- «Страна тигров» (2000)
- «Двойной форсаж» — Джимми (Джин Онг[англ.]) (2003)
- «Люди Икс: Начало. Росомаха» — агент Зеро (Дэниел Хенни) (2009)
- «Там, где живут чудовища» — Мистер Элиот, учитель (Стив Музакис), Бык (2009)
- «Потрошители» — Ти-Боун (RZA) (2009)
- «Пипец» — Дэйв Лизевски / Пипец (Аарон Тейлор-Джонсон) (2010)
- «Связь времён» — Мартин (Жан-Марк Биркхольц) (2010)
- «Монстры» — Эндрю Колдер (Скут Макнейри) (2010)
- «Лузеры» — Дженсен (Крис Эванс) (2010)
- «План Б» — Клайв (Эрик Кристиан Олсен) (2010)
- «Кошмар на улице Вязов» — Дин Рассел (Келлан Латс) (2010)
- «Хищники» — Эдвин (Тофер Грейс) (2010)
- «Неудержимые» — Инь Ян (Джет Ли) (2010)
- «Мальчики-налётчики» — Джейк Аттика (Майкл Или) (2010)
- «Вторжение: Битва за рай» — Кевин Холмс (Линкольн Льюис) (2010)
- «Любовь и другие лекарства» — Джейми Рэнделл (Джейк Джилленхол) (2010)
- «Орёл Девятого легиона» — Эска (Джейми Белл) (2010)
- «Бобёр» — Портер Блэк (Антон Ельчин) (2010)
- «Домашняя работа» — Дастин Мейсон (Майкл Ангарано) (2011)
- «Шикарное приключение Шарпей» — Пэйтон Леверетт (Остин Батлер) (2011)
- «Без компромиссов» — Барри Вайс aka Блиц (Эйдан Гиллен) (2011)
- «Монте-Карло» — Тео Маршан (Пьер Буланже) (2011)
- «Пункт назначения 5» — Питер Фридкин (Майлз Фишер) (2011)
- «Время» — Генри Гамильтон (Мэтт Бомер) (2011)
- «Фантом» — Шон (Эмиль Хирш) (2011)
- «Одержимая» — отец Бен Роулингс (Саймон Куотерман) (2012)
- «Бунтарка» — Гевин (Адам ДиМарко) (2012)
- «Биг Тайм Раш: Фильм» (2012)
- «Паркер» — Август Хардвик (Майка Хауптман[англ.]) (2012)
- «Тебе конец!» (2013)
- «Андроид» — Тим Мас (Роберт де Хог) (2013)
- «Тихоокеанский рубеж» — доктор Германн Готтлиб (Бёрн Горман) (2013)
- «Тени незабытых предков» — Захар (Владислав Никитюк) (2013)
- «Анжелика, маркиза ангелов» (2013)
- «Рейд 2» — Учо (Арифин Путра) (2014)
- «Небезопасно для работы» — Томас Миллер (Макс Мингелла) (2014)
- «Жертвуя пешкой» — Бобби Фишер (Тоби Магуайр) (2014)
- «Игрок» (2014)
- «Энни» — Уилл Стакс, вокал (Джейми Фокс) (2014)
- «Особо опасна» — Кэш Фентон (Тоби Себастьян) (2014)
- «Стэнфордский тюремный эксперимент» — Дэниел Калп / Заключённый 8612 (Эзра Миллер) (2015)
- «Ночной беглец» — Дэнни Магуайр (Бойд Холбрук) (2015)
- «Убойная стрижка» — Макферсон, хорошо одетый молодой человек (Кевин Гатри) (2015)
- «Багровый пик» — доктор Алан Макмайкл (Чарли Ханнэм) (2015)
- «Костяной томагавк» — Артур О’Дуайер (Патрик Уилсон) (2015)
- «Дивергент, глава 3: За стеной» — Ромит (Энди Бин) (2016)
- «Славные парни» — Джон Бой (Мэтт Бомер) (2016)
- «Союзники» — Хобар (Аугуст Диль) (2016)
- «Его собачье дело» — Джон (Томас Миддлдитч) (2017)
- «Красавица и чудовище» — Люмьер (Юэн Макгрегор) (2017)
- «Трансформеры: Последний рыцарь» (2017)

Телесериалы
- «Мёртвые, как я» — Мейсон (2003—2004)
- «Остаться в живых» — Бен, Херли, Джейкоб, Деcмонд (2004—2010)
- «Менталист» — Кимбэлл Чо (2008—2015)
- «Биг Тайм Раш» — Джеймс Даймонд (2009—2013)
- «Пляжный коп» — Рэй Каргилл, Дейв Роллинз (2010—2013)
- «Шерлок» — Том, Говард Шилкотт, Бейнбридж (с 2010)
- «Гранд отель» — Андрес (2011—2013)
- «Великолепный век» — Шехзаде Селим (2011—2014)
- «Восприятие» — Донни Райан (2012—2015)
- «Могучие медики» — Клайд, Уоллес, Бенни (2013—2015)
- «Курт Сеит и Александра» (2014)
- «Скорпион» (с 2014)
- «Секретные материалы» (2015)
- «Великолепный век. Империя Кёсем» — Шахин Гирай (с 2015)

Мультфильмы
- «Бесподобный мистер Фокс» — Эш (2009)
- «Рио» — Фернандо (2011)
- «Красная Шапка против зла» — Дровосек Кирк (2011)
- «Мой маленький пони: Девочки из Эквестрии»— Флэш Сентри (2013)
- «Самолеты: Огонь и вода» — вокал (2014)
- «Томас и его друзья: Легенда Содора о пропавших сокровищах» — вокал (2015)
- «Девочки из Эквестрии. Игры дружбы» — Шайнинг Армор, Флэш Сентри (2015)
- «Полярные приключения» (2015)
- «Томас и его друзья: Большая гонка» — вокал (2016)
- «Моана» — вокал (2016)

Мультсериалы
- «Пчёлка Майя» — Вилли, заглавная песня (1975, дубляж — 2009 год)
- «Покемон» (1998)
- «Маленький Моцарт» — вокал (2006)
- «Анималия» — Алекс (2007—2008)
- «Трансформеры» — Бамблби (2007—2009)
- «Железный человек: Приключения в броне» — Джеймс Роудс (2008)
- «Весёлые паровозики из Чаггингтона» (2008) — Морган, Эдди, Калли (1-2 и 5 сезоны), Эмери, Чезворд, Флетч, Хэнзо, Ашер
- «Поезд динозавров» — кондуктор (с 2009)
- «Мой маленький пони: Дружба — это чудо» — Шайнинг Армор, разные роли, вокал во 2-4 сезонах (2010—2014)
- «Маленький зоомагазин» — Сунил Невла, Винни Террио (2012)
- «Лига WatchCar. Битвы чемпионов» — вокал (с 2016)
- «Отель Трансильвания[англ.]» — тётушка Лидия (с 2017)
- «Леди Баг и Супер-Кот» — вокал (с 2017)[источник не указан 46 дней]

Радиоспектакли
- 2010 — «Кондуит и Швамбрания» (Л. Кассиль) — Детское радио
- 2010 — «Дорогие мои мальчишки» (Л. Кассиль) — Детское радио
- 2010 — «Баранкин, будь человеком!» (В. Медведев) — Детское радио
- 2011 — «Шёл по городу волшебник» (Ю. Томин) — Детское радио

Компьютерные игры
- 2011 — Assassin’s Creed: Revelations — принц Сулейман I[28]
- 2019 — Lost Ark — Адрос (Шкатулка памяти)[29]

Другие работы
- 2017 — Музыкальная аудиосказка «Ковёр Падишаха» (автор сценария Г. Дубовская, музыка Р. Абдрашитов)